# Петьо Драгиев
Петьо Драгиев е български волейболист, роден на 14 април 1965 г. в град Хисаря. Висок 199 см. Пост: централен блокировач.

## Състезателна кариера
Започва своята кариера в „Локомотив“, Пловдив. Седемкратен републикански шампион на страната с различните юношески гарнитури. В периода 1980-1983 г. е включен в младежния национален отбор. От 1983 до 1988 г. е част от мъжкия национален отбор.
През 1989-1990 играе в Батипалия, Италия.
7 сезона играе в Гърция в отборите на Панатинайкос, ПАОК, Янина, Панелиниос, Навпигия и Етникос Александруполис.
От 1999 г. до 2003 г. се връща в Локомотив (Пловдив).

### Достижения
- 7 кратен шампион на страната за юноши и младежи
- Бронзов медалист на Европейското първенство в Берлин.
- Бронзов медалист от Световното в Париж през 1986 г. Избран за най-добър блокировач на първенството.
- Участва на Олимпиадата в Сеул.
- трето място за купата на България и е избран за най-комплексен състезател през 1999 г.

## Треньорска дейност
- 2001 – 2002 – помощник-треньор на мъжния национален отбор на България, с който взема участие на Европейското пръвенство в Чехия, когато старши треньор е Христо Илиев и на Световното първенство в Аржентина, със старши треньор Асен Галабинов. През 2002 г. е и старши треньор на младежкия национален отбор, с който взема участие на Европейското първенство в Полша.
- 1999 – 12.2004 – треньор на мъжкия и юношеския отбор на Локомотив Пловдив, с който печели републиканската титла за юноши старша възраст.
- 12.2004 – 5.2005 – старши треньор на Етникос Александруполис (Гърция), с който участва в А;
- 2005 – 2007 – треньор на мъжкия отбор и на юношеските отбори на Виктория Волей, с които печели 3 републикански титли за юноши в различните възрастови групи;
- 2007 – 2008 – треньор на мъжкия отбор на Омония (Никозия, Кипър);
- 2008 – 2009 – треньор на мъжкия отбор на Финикас (Сирос, Гърция), който участва в А1 в Гърция и заема петото място в крайното класиране при дебютното си участие в първия ешелон. Отборът печели правото да участва в европейските турнири;
- 2009 – 2010 – отново треньор на мъжкия отбор на Финикас, който участва в А1 в Гърция. Отборът взема участие в Челъндж къп и стига до четвърфиналите на купата на Гърция;
- 2011 – 2013 г. е треньор на мъжкия отбор на „Виктория Волей“ (Пловдив). [2]
- 2013 – 2014 г. е треньор на мъжкия състав на „Ботев“ (Луковит). [3]
- от 2014 г. е треньор на мъжкия отбор на „Нефтохимик 2010“ (Бургас).[4]